# نبض (فیلم ۲۰۰۶)
نبض (انگلیسی: Pulse) فیلمی در ژانر ترسناک و مهیج است که در سال ۲۰۰۶ منتشر شد.

## بازیگران
- کریستن بل
- ایان سامرهلدر
- کریستینا میلان
- ریک گونزالز
- زاچ گرنیر
- ریکی لیندهوم
- جاناتان توکر
- اکتاویا اسپنسر